# Tribunal Constitucional d'Alemanya
El Tribunal Constitucional d'Alemanya (en alemany Bundesverfassungsgericht, abreujat BVerfG) és el Tribunal Constitucional Federal d'Alemanya. No examina casos penals ordinaris sinó que s'ocupa d'assumptes que afecten la Constitució alemanya. La Cort es troba a Karlsruhe. Això va ser per mostrar que era un òrgan separat del govern federal, inicialment basat a Bonn, i d'altres organismes federals, com la intel·ligència alemanya (BND) amb seu a Múnic.

## Competència
La llei federal ajuda a descriure el que el tribunal pot fer, i com funciona. L'art. 20.3 Llei Fonamental (Grundgesetz) diu que cada un dels 3 poders del govern (el parlament, els ministres i els tribunals) només poden fer el que la Constitució permet. El tribunal pot decidir quals actes dels 3 poders no són permesos per la constitució i evitar que succeeixin. Hi ha diferents raons per les quals el tribunal pot determinar que alguna cosa és inconstitucional:
- Violacions formals (trencant les regles): fer alguna cosa no permesa per la constitució i no fer pròpiament alguna cosa permesa, «violació dels procediments».
- Conflictes materials (ignorant una part de la constitució)
- Fer alguna cosa que és permès, però ignorant una part diferent de la constitució, com fent cas omís dels drets civils garantits en la Llei Fonamental. Per exemple, el govern federal ha de protegir la seguretat d'Alemanya i els seus ciutadans. Per això, va donar la força aèria de la força per enderrocar avions segrestats. El Bundesverfassungsgericht va rebutjar la llei perquè el dret a la vida era més important.[2]

Decisions del tribunal sobre conflictes materials s'apliquen a través d'una llei federal de l'«Acte del TC Federal» (BVerfGG). El tribunal només examina alguns casos:
- Recurs d'inconstitucionalitat: (Verfassungsbeschwerde en alemany)[3]: qualsevol persona es pot presentar una queixa davant el tribunal que els seus drets constitucionals van ser violats. Només la meitat d'aquestes queixes tenen èxit, però han estat algunes de les decisions més importants que la Cort ha fet. Algunes lleis importants van ser anul·lades, especialment sobre impostos.

- Control de regulació abstracte: alguns altres cossos governamentals; per ex., el Bundesländer (Estats federats), pot demanar al tribunal que declari inconstitucional qualsevol llei federal. Les lleis de la legalització de l'avortament van ser declarats inconstitucionals 2 cops per la Cort Constitucional.

- Control de regulació concret: qualsevol tribunal ordinari considerant un cas, pot suspendre el cas i demanar al TC Federal si la llei és constitucional. Si és així, el tribunal ordinari pot dur a terme l'audiència del cas.

- Disputes federals: els cossos federals, incloent-hi membres del Bundestag, poden portar disputes sobre competències i procediments davant del tribunal.

- Disputes estat-federació: els Länder poden demanar a la cort per decidir si ells o el govern federal té el dret de fer alguna cosa, o si alguna cosa s'està fent de la forma correcta.

- Control del comitè d'investigació: els comitès d'investigació del Bundestag, els membres individuals del Bundestag, o el govern federal poden demanar al tribunal que decideixi sobre els poders i procediments del comitè.

- Escrutini electoral federal: qualsevol organisme governamental o votant implicat poden demanar al tribunal que investigui si una elecció federal s'ha executat correctament.

- Procediment de judici polític: si el Bundestag, el Bundesrat o el govern federal pensa que el president o un jutge o membre d'una de les Corts Supremes de la Justícia Federal ha violat la Constitució o una llei federal, el Bundesverfassungsgericht decideix si han de ser remoguts dels seus càrrecs.

- Prohibir un partit polític[4]: només el TC té el poder per prohibir un partit polític. Això només ha passat 2 vegades, ambdues durant els anys 1950: el Sozialistische Reichspartei (SRP), que va ser un partit neonazi prohibit el 1952. El Partit Comunista d'Alemanya (KPD) va ser prohibit el 1956. El 2003, el tercer cas de la prohibició d'un partit va fallar. La cort va trobar que molts dels membres del Partit Nacional Democràtic (NPD), d'extrema dreta, eren de fet controlats pels serveis secrets alemanys. El tribunal va decidir no dur a terme l'audiència del cas.

## Organització
El tribunal té 16 jutges. Es divideixen en 2 grups, anomenats «senats», de 8 jutges. El president d'un Senat és també el President de la Cort («Cap de Justícia»). El president de l'altre senat és el vicepresident. La majoria dels casos són jutjats per una «cambra», que són 3 membres d'un senat. Els 3 jutges de la cambra han d'estar d'acord en una decisió. Una cambra s'ha de fer servir la jurisprudència (sentències anteriors). Si una cambra pensa que s'hauria de canviar un precedent, han de deixar que l'assumpte sigui resolt pel Senat en conjunt. Similarment, si un Senat considera que un precedent establert per l'altre Senat ha de ser canviat, ha de demanar el «ple» (una reunió dels 16 jutges). Les decisions adoptades per un Senat necessiten una majoria absoluta de 5 vots (en alguns casos una majoria de 2/3 és necessària, és a dir, 6 de 8 vots). El BVerfGG decideix quin tipus de casos un senat examina.

## Elecció dels magistrats
Quatre jutges de cada Senat són elegits pel Bundestag. Els altres són elegits pel Bundesrat. L'elecció d'un jutge necessita una majoria de 2/3. Els jutges tenen un termini de 12 anys, però s'han de retirar en complir l'edat de 68 anys. Un jutge ha de tenir com a mínim 40 anys i ha de ser un jurista de gran saber. 3 dels 8 membres de cada senat han d'haver estat jutges d'un Tribunal Suprem Federal. Dels d'altres 5 membres de cada Senat, la majoria dels jutges han d'haver estat professors de dret en una universitat, servidors públics o advocats. Al final del seu mandat, la majoria dels jutges es retiren de la vida pública. Una excepció notable va ser Roman Herzog, que va ser elegit president federal el 1994, poc abans del final del seu mandat com a president del Tribunal.